# Pseudomma matsuei
Pseudomma matsuei är en kräftdjursart som beskrevs av Murano 1966. Pseudomma matsuei ingår i släktet Pseudomma och familjen Mysidae. Inga underarter finns listade i Catalogue of Life.